# ديفيد فورمان
ديفيد فورمان (بالإنجليزية: David Forman)‏ هو عسكري أمريكي، ولد في 3 نوفمبر 1745 في مقاطعة مونموث في الولايات المتحدة، وتوفي في 12 سبتمبر 1797 في بروفيدانس الجديدة في باهاماس.